# パワーエイド
パワーエイド（Powerade）は、ザ コカ・コーラ カンパニーが発売している、スポーツドリンクのブランド名である。1988年にストークリー・ヴァンキャンプ社（現在はペプシコ傘下）の「ゲータレード」に対抗して発売された。
現在はアメリカやヨーロッパ、韓国など70ヶ国以上で発売されているが、日本を含め同カテゴリの商品である「アクエリアス」が発売されている国・地域では発売されていないところもある（日本については下述記事も参考）。「アクエリアス」同様に国際オリンピック委員会（IOC）およびFIFAワールドカップの公式スポーツドリンクとなっている。

## 日本のパワーエイド
2004年に日本コカ・コーラから発売されたパワーエイドは他国同様の「スポーツドリンク」ではなく、コンセプトが全く異なる「機能性飲料」として発売された。「大豆ペプチド」（大豆由来のアミノ酸結合体）とクエン酸を配合していた。2005年、2006年に原材料を調整してリニューアル発売されたが、その後販売終了。TVCMにはミュージシャンの矢沢永吉を起用していた。
2013年6月3日に「パワーエイド」の発売終了以来久々となる日本国内向けの製品として「パワーエイド フューエルエックス マウンテンブラスト」を発売。日本国内向けでは初の「スポーツドリンク」で、マルトデキストリンやカフェインを配合したスパークリングタイプである（本品はオーストラリアにて販売されている同製品がモデルとなっている）。同年8月19日にはストロベリーとオレンジの甘酸っぱさが特徴のオリジナルトロピカルフルーツフレーバー「ベリーアイス」を追加発売した。
2014年5月26日に「マウンテンブラスト」および「ベリーアイス」のパッケージリニューアルを行い、前述のとおりFIFAワールドカップ公式飲料となっていることから、パッケージ正面下部に2014 FIFAワールドカップブラジル大会のロゴが新たに配された。「ベリーアイス」はパッケージにイニエスタ選手の写真を使用し、イオン限定で発売した。同年7月21日には新フレーバーとして、完熟オレンジとタンジェリンをミックスした味わい豊かなオレンジフレーバー「ソーラーフレア」を発売した。
2019年9月30日に、オリンピック公式スポーツゼリー飲料として「パワーエイド フルパワーショット」および「パワーエイド リカバリーショット」を発売。